# Chaetogaedia rufostylata
Chaetogaedia rufostylata är en tvåvingeart som först beskrevs av Jacques-Marie-Frangile Bigot 1887.  Chaetogaedia rufostylata ingår i släktet Chaetogaedia och familjen parasitflugor. Inga underarter finns listade i Catalogue of Life.